# تيرينس أرنولد
تيرينس أرنولد (بالإنجليزية: Terence Arnold)‏ هو قاضي ومحامي نيوزيلندي، ولد في 1953.